# كلية سري فينكاتيسوارا
كلية سري فينكاتيسوارا هي كلية مختلطة تتبع لجامعة دلهي تأسست في عام 1961 في نيودلهي الهند ،  تعتبر واحدة من أفضل الكليات في البلاد للعلوم والتجارة والعلوم الإنسانية. تمنح درجات تحت إشراف جامعة دلهي وتقدم دورات في كل من المستوى الجامعي ومستوى الدراسات العليا.
تقدم الكلية الدورات المهنية والدورات الإضافية قصيرة المدى التي تعمل كمكمل هام للملفات الأكاديمية للطلاب. يتم القبول على أساس البحث وحسب معايير جامعة دلهي.

## تصنيف
احتلت الكلية المرتبة 14 في الهند من خلال إطار التصنيف المؤسسي الوطني في عام 2020.  نسخة محفوظة 16 مارس 2021 على موقع واي باك مشين. قالب:Infobox India university ranking

## التاريخ
تأسست تحت رعاية صندوق معبد تيرومالا فينكاتيسوارا
(Tirumala Tirupati Devasthanams )، نتيجة لجهود
دورغاباي ديشموخ (Durgabai Deshmukh)، التي كانت عضوًا في الجمعية التأسيسية للهند ومؤسس جمعية (Andhra Education) في دلهي (1948).
كان الهدف الأساسي للكلية هو تلبية الاحتياجات التعليمية للطلاب من جنوب الهند. سرعان ما تفوقت على خصائصها الإقليمية وأصبحت الآن واحدة من أكثر كليات التعليم المختلط في الجامعة.

### التأسيس
بدأت الكلية في عام 1961 في مبنى مدرسة جمعية أندرا التعليمية في مدينة Rouse Avenue نيودلهي ، مع 271 طالبًا و 13 من أعضاء هيئة التدريس. وضع حجر الأساس للحرم الجامعي الحالي في 20 أغسطس 1961 بواسطة Sarvepalli Radhakrishnan الرئيس السابق للهند (نائب الرئيس آنذاك). انتقلت الكلية إلى حرمها الجامعي الذي تم إنشاؤه حديثًا في مدينة داولا كوان ‏ نيودلهي في 25 أغسطس 1971.
احتفلت الكلية في أغسطس 2010 بذكرى مرور 50 عاما من التميز الرائد في مجال التعليم.

### تطور الكلية
بدأت في البداية ككلية اجتياز البكالوريوس، وبدأت بتقديم دورات البكالوريوس في التيلجو والتاميلية والهندية والسنسكريتية .
في غضون بضع سنوات من اكتساب الحرم الجامعي الجديد بقيادة مديرها الخامس كريشناموورثي، قدمت الكلية دورات دراسية شرفية في الفنون والعلوم.
في عام 1973 اعترفت جامعة دلهي بأنها واحدة من الكليات المكونة لها، مما مهد الطريق للتوسع في المستقبل.
تحتوي الكلية الآن على أقسام أكاديمية في تخصصات أخرى: الاقتصاد والرياضيات والإحصاء واللغة الإنجليزية والعلوم السياسية والتاريخ وعلم النبات وعلم الحيوان. سمح لقسم الكيمياء الذي قدم في البداية أوراق الكيمياء للأقسام الأخرى بإجراء دورة الشرف الخاصة به في عام 1983.
بدأت دورات الشرف في الفيزياء (1993) والإلكترونيات (1987) والكيمياء الحيوية (1989).

## الإدارة
تم إنشاء الكلية وإدارتها من قبل Tirumala Tirupati Devasthanams (TTD) وهو مجلس لمعبد تيروباتي في أندرا براديش . تبنى المجلس مفهوم المشاركة العامة في شؤون الكلية والتي هي من خلال ترشيح أشخاص من مختلف مناحي الحياة العامة إلى مجلس إدارتها وفقًا لأحكام القانون 30 (1) (ج) (ط) من قانون جامعة دلهي 1922.
يشرف المدير على إدارة الأنشطة المختلفة للكلية من خلال لجان معينة. يتم مراقبة شؤون الكلية من قبل مجلس إدارتها والمجلس الأكاديمي والمجلس التنفيذي لجامعة دلهي.
يتكون مجلس إدارة الكلية مما يلي:
- عشرة أعضاء تم ترشيحهم من قبل معبد تيرومالا فينكاتيسوارا، أحدهم انتخب رئيسًا والآخر أمينًا للخزانة.
- مدير الكلية (بحكم منصبه) سكرتير.
- عضوان من الجامعة (لمدة عامين).
- عضوان من أعضاء هيئة التدريس بالتناوب حسب الأقدمية (لمدة سنتين)

### المديرين
- دكتور في كريشانموورثي 1973-1991
- دكتور أ سانكارا ريدي 1994-2009
- د. ف همالاتا ريدي 2009-2020
- د. س. فينكاتا كومار (مدير عام) 2020 حتى الوقت الحاضر

## الدورات المقدمة

### الدورات الجامعية[2]
- بكالوريوس (مع مرتبة الشرف) في الاقتصاد
- بكالوريوس (مع مرتبة الشرف) الإنجليزية
- بكالوريوس (مع مرتبة الشرف) الهندية
- بكالوريوس (مع مرتبة الشرف) في التاريخ
- بكالوريوس (مع مرتبة الشرف) في العلوم السياسية
- بكالوريوس (مع مرتبة الشرف) السنسكريتية
- بكالوريوس (مع مرتبة الشرف) في علم الاجتماع
- بكالوريوس علوم الحياة
- بكالوريوس الكيمياء الحيوية (مع مرتبة الشرف)
- بكالوريوس علم النبات (مع مرتبة الشرف)
- بكالوريوس الكيمياء (مع مرتبة الشرف)
- بكالوريوس إلكترونيات (مع مرتبة الشرف)
- بكالوريوس الرياضيات (مع مرتبة الشرف)
- بكالوريوس الفيزياء (مع مرتبة الشرف)
- بكالوريوس إحصاءات (مع مرتبة الشرف)
- بكالوريوس علم الحيوان (مع مرتبة الشرف)
- بكالوريوس العلوم البيولوجية (مع مرتبة الشرف)

### دورات الدراسات العليا[2]
- ماجستير اللغة الإنجليزية
- MA السنسكريتية
- ماجستير التاريخ
- ماجستير / ماجستير رياضيات
- إحصائيات ماجستير / ماجستير
- ماجستير علم النبات
- كيمياء ماجستير
- ماجستير في الفيزياء
- ماجستير علم الحيوان

### الدورات الإضافية[2]
- برنامج شهادة في المعلوماتية الحيوية والبيولوجيا الحاسوبية (فقط لطلاب الكلية) [8]
- دبلوم الدراسات العليا لمدة عام واحد في الكيمياء الحيوية والتكنولوجيا الجزيئية
- دورة شهادة الدراسات العليا لمدة عام واحد في السياحة وإدارة السفر
- دورة شهادة سنة واحدة في اللغة الألمانية (بدوام جزئي)
- دبلوم سنة واحدة في اللغة الألمانية (دوام جزئي)
- دبلوم متقدم لمدة عام واحد في اللغة الألمانية (دوام جزئي)
- دورة شهادة سنة واحدة في اللغة الفرنسية (بدوام جزئي)
- دورة شهادة عام واحد في اللغة الإيطالية (بدوام جزئي)
- دورة شهادة سنة واحدة في اللغة الروسية (بدوام جزئي)
- دورة شهادة عام واحد في اللغة الإسبانية (بدوام جزئي)

## مرافق الكلية

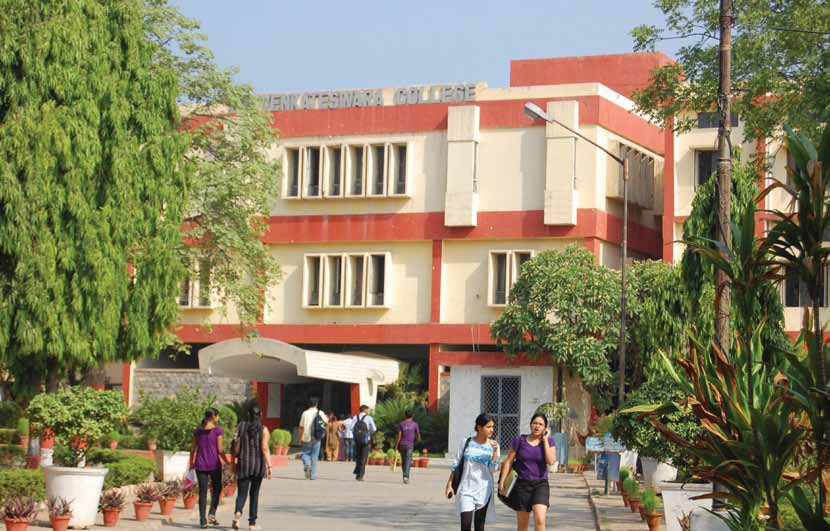
المبنى الرئيسي لكلية سري فينكاتيسوارا

- نزل : منذ عام 2008 ، تضم الكلية بيت شباب في الحرم الجامعي يتكون من كتلتين، واحدة لكل من الأولاد والبنات لاستيعاب 144 طالبًا.[9]
- مركز المعلوماتية الحيوية: تأسس في عام 2006 لتعزيز تدريس علم الأحياء من خلال المعلوماتية الحيوية. تم تمويله في البداية من قبل قسم التكنولوجيا الحيوية في إطار برنامج نظام معلومات التكنولوجيا الحيوية (BTISnet). وهو أول مركز للمعلوماتية الحيوية تم إنشاؤه في جامعة دلهي وشمال الهند لصالح الطلاب الجامعيين.[10]
- يوجد في الكلية منشآت رياضية. يحتوي ملعب الكريكيت في حرم الكلية على مسابقات على مستوى المنطقة المضيفة. مرافق التنس وكرة السلة الحديثة والأفضل في الحديقة قيد الإنشاء.
- قاعة بسعة 800 شخص.
- قاعة ندوة سمعية وبصرية مكيفة الهواء ومجهزة تجهيزًا جيدًا بسعة 250 طالبًا
- تحتوي الكلية على مكتبة جيدة التجهيز تضم أكثر من 120,000 كتاب ومع اشتراك في أكثر من 75 مجلة ودورية [11]
- مختبرات تكنولوجيا المعلومات والاتصالات [12]

## الخريجون المتميزون
- غوراف كابور، مقدم تلفزيوني وممثل
- بارثا براتيم بورا، سياسي هندي
- براشانت راج ساشديف، ممثل
- بونيت غولاتي، الرئيس التنفيذي لشركة Barista (شركة)
- راغو رام ، نجمة تلفزيون
- نيشتا دودجا، موديل
- راجيف ماخني ، مراسل NDTV ، Gadget Guru
- فارون سود، VJ وممثل التلفزيون
- ديفينيني أفيناش، سياسي هندي
- أديتي سينغ شارما ، مغني بوليوود
- منى فاسو، ممثلة تلفزيونية
- سريتي جها ، ممثلة تلفزيونية
- راشي الأرنب، ممثلة
- نيشتا دودجا، موديل
- ساشين جوبتا (موسيقي) ، مغني
- إقبال داليوال مسؤول سابق حاليًا المدير التنفيذي في مختبر عبد اللطيف جميل لمكافحة الفقر، جامعة هارفارد
- Rishabh بانت، لاعب الكريكيت الهندي
- تانيا ساشديف ، لاعب الشطرنج الدولي
- Manavjit Sandhu ، أولمبي 4 مرات
- شيلبي سينغ ، أولمبي
- Sachika Ingale ، لاعب الاسكواش الدولي
- أميت لوثرا جولفر، لاعب
- تيجاس باروكا، لاعب الكريكيت الهندي
- سونام وانجشوك، عقيد في الجيش الهندي، ماها فير شقرا
- Vaibhav Kandpal ، لاعب الكريكيت الهندي تحت 19 سنة

## مهرجان NEXUS

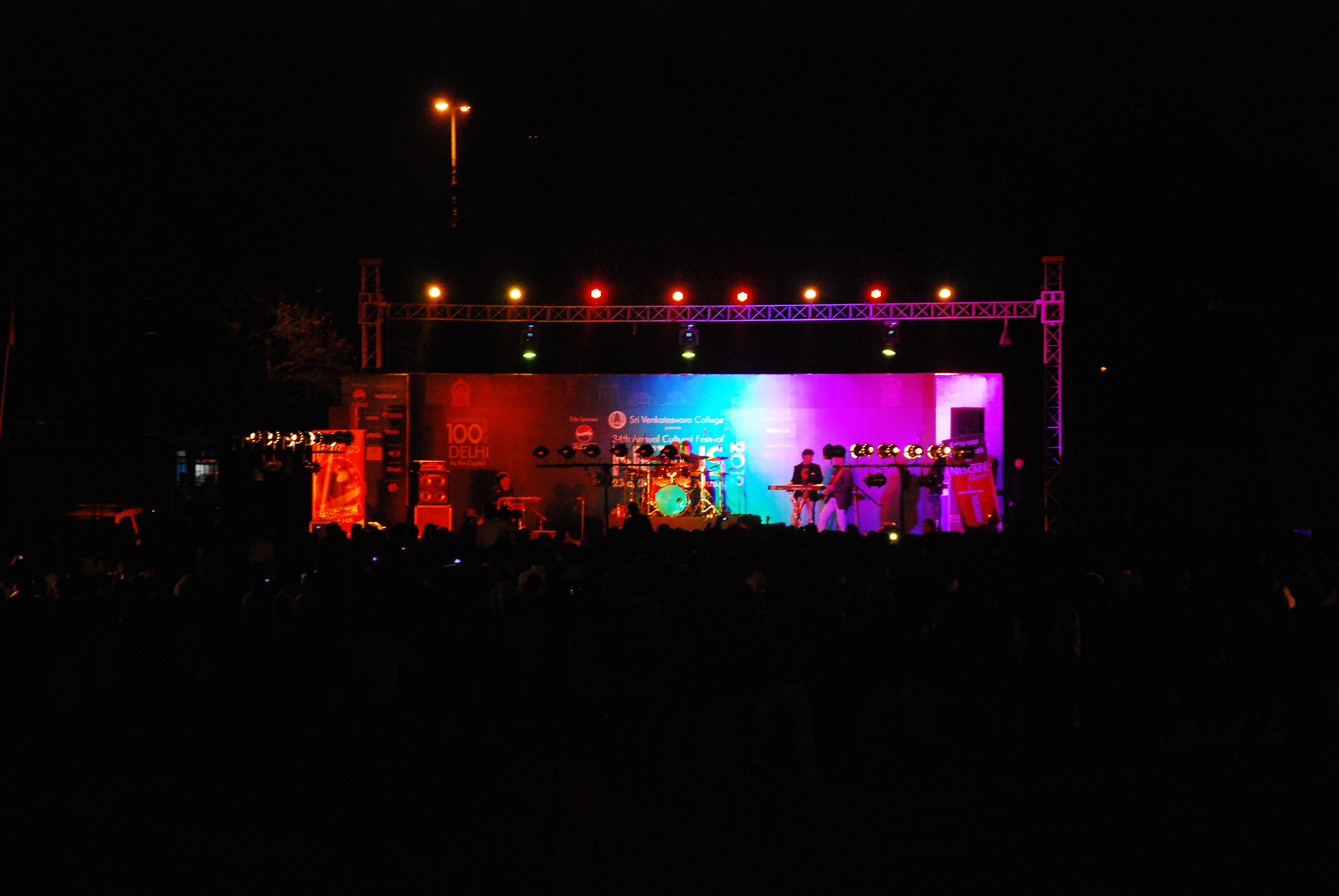
عرض المشاهير في NEXUS 2012

NEXUS المهرجان الثقافي السنوي بين الكليات، تأسس في عام 1978 ويعتبر أحد أفضل المهرجانات في المدينة.
يجذب المهرجان الذي يستمر ثلاثة أيام الطلاب من جميع أنحاء الجامعات. للمهرجان عروضه المهنية بما في ذلك Rock Show و Celebrity Show. يعقد مسابقات في الدراما والرقص والموسيقى والفنون الجميلة والأدب وما إلى ذلك.
تحضره فرق الروك الشهيرة مثل Parikrama، فرقة أدفياتا، وفرقة نشوة وغيرها، والمشاهير مثل كايلاش خير وسنيدي شوهان، فيشال اددلاني، أرمان مالك، جازي ب، سوخفيندر سينغ ، شانكار ماهاديفان. يتم تنظيم المهرجان من قبل جمعية الفنون الجميلة (FAA) بالتعاون مع اتحاد الطلاب.

## تصنيف الكلية
تصنيفات الهند اليوم 2019 :
- أفضل كلية 9 في الهند، خامس أفضل كلية في دلهي للتجارة
- أفضل عشر جامعات في الهند، خامس أفضل كلية في دلهي للعلوم
- أفضل 19 كلية في الهند، أفضل 7 كلية في دلهي للفنون
تصنيفات NIRF لعام 2019
- مدرجة في أفضل 20 كلية في الهند
- مدرجة في أفضل 10 كليات دلهي

## روابط خارجية
- الموقع الرسمي